# José Luis Arroyos
José Luis Arroyos Morales (Nuevo Casas Grandes, 20 gennaio 1962) è un ex cestista e allenatore di pallacanestro messicano.
È il fratello di Verónica e Zulema Arroyos.

## Carriera
Con il Messico ha disputato quattro edizioni dei Campionati americani (1984, 1988, 1989, 1992) e quattro dei Giochi panamericani (1983, 1987, 1991, 1995).